# 土地 (1930年电影)
土地（俄语：Земля），是1930年的苏联默片，由乌克兰导演亚历山大·杜甫仁科执导。《土地》讲述第一个五年计划下集体化进程和富农地主的敌意。《土地》是杜甫仁科“乌克兰三部曲”中的第三部。另外兩部片是《茲維尼戈爾》與《兵工廠》。
《土地》的灵感来自杜甫仁科的生活和他的故鄉乌克兰集体化进程的经历，也是电影製作的背景。苏联境內對該片的反响大多负面。
1958年世界博览会的國際電影投票上，《土地》獲選为第10名。

## 劇情
风吹过麦田和向日葵的蒙太奇开始了電影。在一棵苹果树下，老農民谢苗（Semyon）去世。他的儿子奥帕纳斯（Opanas）和孙子瓦西里（Vasyl）照料着他。其他地方的当地富农，包括阿基普·比洛金(Arkhyp Bilokin)在内，正準備抵制集体化。奥帕纳斯的家裡，瓦西里和他的朋友们聚在一起正討論集体化，并与对集体化持怀疑态度的奥帕纳斯争论。
不久，兴奋的瓦西里带來了社区的第一台拖拉机。男人们在过热的散热器里小便后，农民们用拖拉机耕地，收割谷物，摧毁了富农的栅栏。一套蒙太奇序列展示了面包从头到尾的制作过程。一晚，在回家的路上，瓦西里沿着小路跳了霍巴克，但遭到一个黑影杀死。奥帕纳斯寻找杀害瓦西里的凶手，与比洛金的儿子科马（Khoma）对峙，但科马没有招供。
奥帕纳斯拒绝了希望主持葬礼的俄罗斯正教會神父，宣称他是個无神论者。他请求瓦西里的朋友为他的儿子举行世俗葬礼，“为新生活唱新歌”。村民為瓦西里舉行世俗葬禮。瓦西里的未婚妻娜塔莉亚（Natalya）则哀悼他。本地神父则咒骂他们。在墓地，科马疯狂地宣称他為了抵制集体化，杀死了瓦西里。村民们無视他，而瓦西里的一位朋友却在赞扬他。電影以蒙太奇结尾，一場倾盆大雨打在水果和蔬菜上，娜塔莉亚发现自己被新情人拥抱入懷。

## 卡司
- Stepan Shkurat（乌克兰语）：奥帕纳斯（Opanas）
- Semen Svashenko（乌克兰语）：瓦西里（Vasyl）
- 尤利娅·索恩采娃：瓦西里（Vasyl）的姊姊
- Yelena Maksimova：娜塔莉亚（Natalya）
- Mykola Nademsky（乌克兰语）：Semen
- Petro Masokha（乌克兰语）：科马（Khoma）
- Ivan Franko：阿基普·比洛金(Arkhyp Bilokin)
- Volodymyr Mikhajlov：神父
- Pavlo Petrik：蘇共領導
- O. Umanets：農民
- Ye. Bondina：農婦
- Luka Lyashenko（乌克兰语）：青年富農

## 製作
1929年，杜甫仁科寫作、製作並拍攝《土地》 。时值乌克兰苏维埃社会主义共和国的集体化进程，他描述烏克蘭的集體化为“全民经济[和]精神转型的时期”。  1929年，烏克蘭展開集体化，时任苏联总书记的斯大林在工业化过程中试图控制苏联农业。 對蘇聯農業的控制意味着私有农场的集体化。农民杀死耕畜、破坏农业机械和暗杀蘇共代表抵制农场集體化。 杜甫仁科將此过程中的经历創作為本片。瓦西里之死來自一名在他家乡被暗杀的苏联代表。 杜甫仁科还从他的童年记忆中汲取灵感，例如，谢苗的原型就是他自己的祖父。  
1929年5月24日，《土地》开始拍攝；1930年2月25日殺青。 原声带由列夫科·列武茨基创作。 

### 拍摄

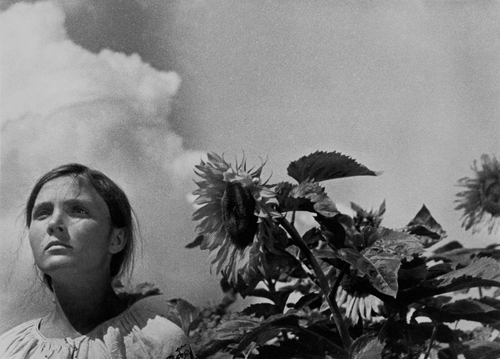
首個蒙太奇镜头，一个女人站在天空下的向日葵旁边。

拍摄大部分在乌克兰波尔塔瓦州进行。 为了拍摄这部电影，杜甫仁科与參與三部曲的乌克兰电影摄影师Danylo Demutsky合作。 特写镜头广泛運用在突出几个无名的农民。电影学者Gilberto Perez評價《土地》的摄影如荷马的《奥德赛》，“在特定时刻，最重要的是……清晰地显示在屏幕上”。 
瓦西里庆祝丰收的舞蹈最初是按照哥萨克风格的霍帕克舞编写，但斯瓦申科（Svashenko）在咨询乌克兰当地农民后，进行修改。 
影片时长89分钟。 

## 发行
1930年4月8日，《土地》正式上映，九天后遭苏联禁止。在《土地》获準发行前，某些被批评为电影赋予了“生理”焦点的场景遭到删除，例如农民向拖拉机散热器撒尿。1941年，第一次基辅战役期间，原始底片遭德軍空袭摧毁。1952年，杜甫仁科将影片改编成小说。
2012年，乌克兰国家电影档案馆杜甫仁科国家电影中心修复了《土地》，由乌克兰民间四重奏DakhaBrakha重新配乐，於2012年敖德萨国际电影节上首映修復版本。

## 回響
《土地》上映之际，苏联电影业的獨立性正受到侵蚀。最著名的蘇聯导演（如杜甫仁科）和影评人受到共產黨批评和清洗。苏联官方和记者一邊赞扬这部电影的“形式掌握”，另一邊嘲笑《土地》的意识形态缺陷。《真理报》赞扬了《土地》的视觉风格，但称其政治内容是“虚假的”。苏联诗人杰米扬·别德内在《消息报》上攻击《土地》为“反革命”和“失败主义” 。苏联影评人伊波利特·索科洛夫評論杜甫仁科是“伟大的导演”，但同时也是“小资产阶级艺术家”。电影的负面迴響令杜甫仁科沮丧至幾乎精神崩溃。杜甫仁科离开了乌克兰，出国放映他的电影，尝试西欧新开发的音响设备 。
电影评论家卡羅琳·愛麗絲·勒吉恩赞扬了这部电影的主要片段，称“可能比银幕上已知的任何十分钟的制作更包含对电影中纯粹美的理解，对动态图像中关系的更多有效性。”路易斯·雅各布斯将杜甫仁科的作品与爱森斯坦和普多夫金的作品进行比较，指出杜甫仁科“增加了深刻的个人和诗意的洞察力……风格简洁，具有一种难以描述的奇怪、奇妙的想象力”。电影导演格里戈里·羅沙爾赞扬《土地》，写道：“在谈论人和世界时，爱森斯坦和普多夫金都没有达到亚历山大·杜甫仁科所揭示的温柔和温暖。杜甫仁科总是具有实验性。他永远是名開创者，永远是名詩人”。

### 图书
- Barsam, Richard. . Indiana University Press. 1992. ISBN 9780253207067.
- Beumers, Birgit. . Wallflower Press. 2007. ISBN 9781904764984.
- Dobrenko, Evgeny. . . Yale University Press. 2007. ISBN 9780300122800.
- Dovzhenko, Oleksandr. . . Simon & Schuster. 1973. ISBN 0671213938.
- Kepley, Vance. . University of Wisconsin Press. 1986. ISBN 9780299106805.
- Leyda, Jay. . Allen & Unwin. 1983. ISBN 9780691003467.
- Manvell, Roger (编). . The Grey Walls Press. 1949. OCLC 1074067763.
- Rollberg, Peter. . The Scarecrow Press. 2010. ISBN 9780810876194.
- Wakeman, John. . H. W. Wilson Company. 1987. ISBN 9780824207571.
- Youngblood, Denise. . University of Texas Press. 1991. ISBN 9780292761100.

### 文章
- Bahry, Romana M. . Harvard Ukrainian Studies (Harvard Ukrainian Research Institute). 2011, 32/33: 97–106. JSTOR 24711657.
- Burns, Paul E. . Film & History. December 1981, 11 (4): 84–96. ISSN 1548-9922.
- Kenez, Peter. . The Slavic Review (Cambridge University Press). Autumn 1988, 47 (3): 414–33. JSTOR 2498389.
- Mally, Lynn. . The Russian Review. January 1993, 52 (1): 93. JSTOR 130861.
- Papazian, Elizabeth A. . The Russian Review. July 2003, 62 (3): 411–28. JSTOR 3664464.
- Perez, Gilberto. . The Hudson Review. Spring 1975, 28: 68–86. JSTOR 3850551.
- Perez, Gilberto. . Film Quarterly (University of California Press). Summer 2011, 64 (4): 17–21. JSTOR 10.1525.